# Lemszczyzna
Lemszczyzna – lubelska dzielnica mieszkaniowa położona w centrum miasta, administracyjnie od 2006 roku należąca do dzielnicy Śródmieście (północna część także do dzielnicy Czechów-Południe). Jak wynika z planu stanowisk archeologicznych Lublina jej granice wyznaczają: od północy al. Smorawińskiego, od wschodu al. Spółdzielczości Pracy i ul. Lubartowska, od południa ul. Biernackiego i ul. Północna, od zachodu ul. Szeligowskiego. Teren dzielnicy opada od strony al. Smorawińskiego w kierunku ul. Biernackiego i doliny rzeki Czechówki.
Najstarsze ślady osadnictwa pochodzą z epoki żelaza i zostały wytworzone na cyplu blisko Wzgórza Czwartek przez kulturę pomorską. Sporą część dzielnicy obejmuje stanowisko archeologiczne. Lemszczyzna była prawdopodobnie miejscem potyczki wojsk szwedzkich z polskimi w 1656 roku, co upamiętnia tzw. pomnik szwedzki, trójkątny obelisk ku czci dragonów szwedzkich (obecnie napisy upamiętniają żołnierzy polskich Pawła Jana Sapiehy poległych w tejże bitwie). Początkowo, w XVII wieku, na terenie Lemszczyzny istniał folwark, będący jurydyką rodziny Łemków. W XIX wieku powstała wieś o tej nazwie na terenie obecnej gminy Konopnica. W 1884 powstaje sporych rozmiarów fabryka wag Wilhelma Hessa przy ul. Lubartowskiej, strawiona pożarem z 1912, która po II wojnie światowej została upaństwowiona i przemianowana na Lubelską Fabrykę Wag FaWag S.A. (obecnie przy ul. Łęczyńskiej). W sąsiednim budynku przy Lubartowskiej 81/83 w latach 1884–86 powstał szpital żydowski, w którym pracowali znani lekarze, m.in. Marek Arnsztajn. W 1905 roku folwark miał 10 domów i 138 mieszkańców. Jedenaście lat później część dzielnicy jako Lemszczyzna-Granicznik została włączona w granice administracyjne Lublina. Reszta jako Lemszczyzna-Choinki stała się częścią Lublina dopiero w 1959 roku. Wiadomo, że w folwarku Lemszczyzna (który dzierżawili wówczas Bukowscy) przez 10 dni w czerwcu 1917 roku przebywał Józef Piłsudski, odpoczywając i obserwując życie na wsi. W okresie wojny 26 lipca 1940 wysłano do Lemszczyny kontyngent 3 robotników żydowskich. W okresie międzywojennym próbowano na terenie Lemszczyzny-Szczekarkowa powołać do życia szkółkę ogrodniczą.
W dzielnicy znajdują się: Collegium Anatomicum UM w Lublinie. W granicach dzielnicy znajduje się też Komenda Policji przy ul. Północnej, Kościół rektoralny św. Eliasza Proroka oraz Szpitale: im. Jana Bożego, Kliniczny nr 4 i Dziecięcy. Nazwę „Lemszczyzna” noszą też ogródki działkowe na północ od al. M. Smorawińskiego. W obrębie dzielnicy znajduje się też kilka aptek.